# Claudio Medaglia
Claudio Medaglia (Roma, 1919 – Roma, 1997) è stato un disegnatore italiano.

## Carriera
Autore e vignettista satirico italiano, ma anche artista raffinato, ha attraversato la seconda metà del '900 con il sorriso sulle labbra, prima di ritirarsi per molti anni in un ostinato riserbo.
Attivo a Roma sin dagli anni '30 fu collaboratore de Il travaso delle idee, di Il Giornalino, de La Settimana Enigmistica.
Dopo la guerra si getta nell'impegno politico pubblicando vignette, strisce e illustrazioni su testate politiche e di costume del PCI (da Gioventù Comunista a l'Unità). Inizierà poi a collaborare alle pagine satiriche di Paese Sera con pseudonimi sempre diversi anche perché perché viene assunto dal Comune di Roma. Di grande fascino la sua produzione "seria" (anni '60), che lo vide creare poche ma preziose tavole in bianco e nero, basate su un uso virtuosistico del pennino a china (per questo detti "Ricciarelli").